# Knoop-Oesterlin-Aminosäuresynthese
Die Knoop-Oesterlin-Aminosäuresynthese ist eine Namensreaktion der organischen Chemie und ermöglicht die Herstellung von  α-Aminocarbonsäuren aus α-Ketocarbonsäuren. Die Reaktion ist nach den deutschen Chemikern Georg Franz Knoop (1875–1946) und Hubert Oesterlin benannt, die sie 1925 entwickelten.
Dabei wird eine α-Ketocarbonsäure in Ammoniakwasser in Gegenwart eines geeigneten Katalysators (Platin, Palladium oder Raney-Nickel) über ein instabiles Iminocarboxylat-Ion-Zwischenprodukt hydriert: